# Farmacometabolômica
A farmacometabolômica, também conhecida como farmacometabonômica, é um campo que decorre da metabolômica, da quantificação e análise dos metabólitos produzidos pelo organismo.  A farmacometabolômica tem sido usada para prever o metabolismo, farmacocinética (PK), segurança e eficácia de medicamentos em animais e humanos e é complementar à farmacogenômica (PGx) e farmacoproteômica.